# نانسی کولمن
نانسی کولمن (انگلیسی: Nancy Coleman؛ ۳۰ دسامبر ۱۹۱۲ – ۱۸ ژانویهٔ ۲۰۰۰) یک هنرپیشه اهل ایالات متحده آمریکا بود.
از فیلم‌ها یا برنامه‌های تلویزیونی که وی در آن نقش داشته است می‌توان به ردیف پادشاهان اشاره کرد.